# Андараб
Андараб знаходиться в південній частині провінції Баглан, Афганістан. Чисельність населення в 2004 році приблизно — 120642. Таджики складають все населення району. Районний центр знаходиться в селі Андараб.